# 高齢者歯科
高齢者歯科（こうれいしゃしか）は、歯科の診療科の1つ。標榜科名として認められていないので、大学病院等において、院内標榜科・専門外来の名称として使用されている。一般に高齢者歯科医学・老年歯科医学といった学問体系を基盤として高齢者（65歳以上）を対象として、心身の加齢変化や多くの基礎疾患を配慮したうえで高齢者歯科医療・老年歯科医療が行われる。
関連学会として一般社団法人日本老年歯科医学会がある。
高齢者歯科を持つ医療機関として、北海道大学病院（歯科診療センター高次口腔医療センター高齢者歯科治療部門外来）、東北大学病院（高齢者歯科治療部）、昭和大学歯科病院（高齢者歯科）、鶴見大学歯学部附属病院（高齢者歯科）、松本歯科大学病院高齢者歯科外来、愛知学院大学歯学部附属病院（高齢者歯科外来）、大阪歯科大学附属病院（高齢者歯科）、大阪大学歯学部附属病院（咬合咀嚼障害系科咀嚼補綴科高齢者歯科外来）、福岡歯科大学医科歯科総合病院（高齢者歯科）などがある。